# 朱翊錙
趙安王朱翊錙（1537年—1559年），明朝第六代趙王趙康王朱厚煜的庶第一子趙恭王朱載培的庶第一子。他在嘉靖二十八年（1549年）十月封趙世孫，未及嗣封趙王就在嘉靖三十八年（1559年）去世。
其子趙穆王朱常清在一年後嗣封趙王，追封他為趙王，諡號安。